# Designated Survivor: 60 Days
Designated Survivor: 60 Days (Hangul: 60일, 지정생존자; Hanja: 60日,指定生存者; RR: 60Il, Jijeongsaengjonja), es una serie de televisión surcoreana transmitido del 1 de julio del 2019 hasta el 20 de agosto del 2019 a través de tvN.
La serie está basada en la serie de televisión estadounidense Designated Survivor.

## Sinopsis
Park Mu-jin, es un exprofesor de química que ahora ocupa el cargo de Ministro de Medio Ambiente, no tiene ambiciones o sentido político. Un día, cuando el gabinete se reúne en el edificio de la Asamblea Nacional para el discurso del presidente Yang Jin-man, se produce una explosión debido a un ataque terrorista que mata a muchos de los altos funcionarios presentes, entre ellos, al presidente y varios ministros.
Mu-jin al ser el oficial de gobierno de más alto rango en sobrevivir, es elegido como el nuevo Presidente en funciones por sesenta días, aunque al inicio no quiere el puesto, finalmente lo acepta. Pronto comienza la búsqueda de la persona o grupo responsable del ataque, mientras que al mismo tiempo crece como líder nacional.

## Reparto

#### Personajes principales
| Actor         | Personaje       | N.º de episodios | Notas |
| ------------- | --------------- | ---------------- | --- |
| Ji Jin-hee    | Park Mu-jin     | 16               | Es el presidente interino de la República de Corea, exministro de Medio Ambiente y profesor de química en el Instituto Avanzado de Ciencia y Tecnología de Corea (KAIST). |
| Lee Joon-hyuk | Oh Young-seok   | 16               | Es un antiguo teniente comandante de la marina de la República de Corea y actual miembro independiente de la Asamblea Nacional que tiene una gran carrera política en ascenso. Tiene una gran habilidad para desarmar a sus oponentes con su discurso y expresiones. Es un líder nato, así como un poderoso rival para Mu-jin. Su misión es su dedicación a la comunidad. |
| Heo Joon-ho   | Han Joo-seung   | 16               | Es el exjefe de gabinete de la Casa Azul y actual secretario principal de asuntos políticos del presidente. Es un hombre con un carácter desatado, que está a lado del presidente Park Mu-jin apoyándolo. |
| Kang Han-na   | Han Na-kyung    | 16               | Es una analista del grupo "Terrorism Task Force" (lucha contra el terrorismo) del Servicio Nacional de Inteligencia (NIS) de Corea del Sur. |
| Bae Jong-ok   | Yoon Chan-kyung | 16               | Es una exasesora en política de la Asamblea Nacional y actual líder del partido republicano opositor Seonjin. |

### Personajes recurrentes

#### Miembros del Servicio de Inteligencia Nacional (NIS)
| Actor                 | Personaje   | N.º de episodios | Notas |
| --------------------- | ----------- | ---------------- | --- |
| Kim Joo-hun           | Jung Han-mo | -                | Es el jefe del grupo "Terrorism Task Force" del Servicio Nacional de Inteligencia (NIS) de Corea del Sur.                     |
| Jeon Sung-woo         | Seo Ji-won  | -                | Es un especialista cibernético del grupo "Terrorism Task Force" del Servicio Nacional de Inteligencia (NIS) de Corea del Sur. |
| Kim Jin-geun (김진근) | Ji Yoon-bae | -                | Es el subdirector del Servicio Nacional de Inteligencia (NIS) de Corea del Sur.                                               |
| Lee Ha-yool (이하율)  | Kim Joon-oh | 9-10             | Es un agente del Servicio Nacional de Inteligencia (NIS) y el prometido de Han Na-kyung.                                      |

#### Trabajadores de laCasa Azul
| Actor                     | Personaje     | N.º de episodios | Notas |
| ------------------------- | ------------- | ---------------- | --- |
| Son Seok-koo              | Cha Young-jin | -                | Es el secretario general de la oficina presidencial dentro de la Casa Azul.                                                                       |
| Choi Yoon-young           | Jung Soo-jung | -                | Es la secretaria privada del presidente Park Mu-jin.                                                                                              |
| Lee Moo-saeng             | Kim Nam-wook  | -                | Es el administrador de la oficina presidencial, más tarde se convierte en el Secretario de prensa interino. Es un ex-desertor de Corea del Norte. |
| Kong Jung-hwan (공정환)   | Kang Dae-han  | -                | Es el jefe de seguridad de la Casa Azul, así como el guardaespaldas del servicio de seguridad presidencial.                                       |
| Lee Do-yeop               | An Se-young   | -                | Es el jefe de asuntos civiles. |
| Baek Hyun-joo (백현주)    | Min Hee-kyung | -                | Es la secretaria presidencial. |
| Park Keun-rok             | Park Soo-kyo  | -                | Es el administrador de protocolos de la oficina presidencial.                                                                                     |
| Park Choong-seon (박충선) | Ko Young-mok  | -                | Es el director y asesor de la oficina de Seguridad Nacional.                                                                                      |
| Song Yoo-hyun (송유현)    | Kim Eun-joo   | -                | Es la administradora de la segunda oficina de subdivisión.                                                                                        |

#### Familiares de Park Mu-jin
| Actor                 | Personaje      | N.º de episodios | Notas |
| --------------------- | -------------- | ---------------- | --- |
| Kim Gyu-ri            | Choi Kang-yeon | -                | Es la primera dama de Corea del Sur, así como la esposa de Park Mu-jin y una abogada de derechos humanos. |
| Nam Woo-hyun (남우현) | Park Si-wan    | -                | Es el hijo adolescente de Park Mu-jin.                                                                    |
| Ok Ye-rin (옥예린)    | Park Si-jin    | -                | Es la pequeña hija de Park Mu-jin.                                                                        |

#### Miembros del Ejército de la República de Corea
| Actor         | Personaje          | N.º de episodios | Notas |
| ------------- | ------------------ | ---------------- | --- |
| Choi Jae-sung | Grl. Lee Gwan-mook | -                | Es el presidente del Estado Mayor Conjunto (general al mando del ejército de la nación) y director principal de la sede conjunta de Defensa. |
| Lee Ki-young  | Grl. Eun Hee-jung  | -                | Es un miembro del Consejo de Seguridad Nacional y jefe de Estado Mayor del Ejército de la República de Corea.                                |

#### Candidatos presidenciales
| Actor        | Personaje     | N.º de episodios | Notas                                     |
| ------------ | ------------- | ---------------- | ----------------------------------------- |
| Ahn Nae-sang | Kang Sang-goo | -                | Es el exalcalde de tres períodos de Seúl. |

#### Miembros de la Estación "TBN"
| Actor       | Personaje     | N.º de episodios | Notas                                                                              |
| ----------- | ------------- | ---------------- | ---------------------------------------------------------------------------------- |
| Choi Jin-ho | Kim Dan       | -                | Es el director de la estación de difusión "TBN".                                   |
| Oh Hye-won  | Woo Sin-young | -                | Es una aguda e inquebrantable periodista de la estación con acceso a la Casa Azul. |

### Otros personajes
| Actor                   | Personaje        | Episodio donde apareció | Notas                                            |
| ----------------------- | ---------------- | ----------------------- | ------------------------------------------------ |
| Sung Ki-yoon (성기윤)   | -                | -                       | Es el ministro de políticas del estado.          |
| Jo Sun-mook (조선묵)    | -                | -                       | Es el secretario de Yoon Chan-kyung.             |
| Choi Young-woo (최영우) | Tae-ik           | -                       |                                                  |
| Jeon Park-chan (전박찬) | Mr. Kim          | -                       | Es el dueño de la sastrería.                     |
| Lee Yoon-sang (이윤상)  | -                | 2                       | Es el comisionado general adjunto.               |
| Geum Bo (금보)          | Kim Jeong-eun    | 2                       |                                                  |
| Won Gun-su (원근수)     | -                | 3                       | Es el líder del servicio laboral.                |
| Lee Hwa-ryong (이화룡)  | Hong Su-won      | 3-4                     | Es el secretario de prensa.                      |
| Seo Kwang-jae (서광재)  | -                | 4                       | Es el director del hospital.                     |
| Eom Ji-man (엄지만)     | -                | -                       | Es el líder del equipo de rescate de emergencia. |
| Hong Seo-joon (홍서준)  | Cnel. Kim        | 5-6                     | Es un coronel.                                   |
| Goo Sung-hwan (구성환)  | Sgt. Lee         | 6                       | Es un sargento.                                  |
| Kim Na-mi (김나미)      | -                | -                       | Es la secretaria de Kang Sang-goo.               |
| John D. Michaels        | Cmte. Brown Bell | -                       | Es un comandante.                                |
| Kim Sang-il (김상일)    | -                | 11                      | Es un doctor.                                    |
| Song Yoo-hyun           | Kim Eun-joo      |                         | [ 13 ]                                           |

### Apariciones especiales
| Actor        | Personaje    | Episodio donde apareció | Notas                                                                               |
| ------------ | ------------ | ----------------------- | ----------------------------------------------------------------------------------- |
| Park Hoon    | Jang Jun-ha  | 6                       | Es un sargento comandante.                                                          |
| Lee Dong-hwi | Jo Seung-ju  | 6                       | Es un sargento del estado mayor.                                                    |
| Woo Hyun     | Choi Ho-jun  | 1-2                     | Es el secretario en jefe de los protocolos presidenciales.                          |
| Kim Kap-soo  | Yang Jin-man | 1-2                     | Es el presidente de la República de Corea quien es asesinado durante una explosión. |

## Episodios
La serie estuvo conformada por 16 episodios, los cuales fueron emitidos todos los lunes y martes a las 21:30 (zona horaria de Corea (KST)).

### Raitings
Los números en color rojo indican las calificaciones más bajas, mientras que los números en azul indican las calificaciones más altas.
| N.º      | Título                                      | Fecha de emisión     | Participación promedio de audiencia | Participación promedio de audiencia |
| N.º      | Título                                      | Fecha de emisión     | AGB Nielsen                         | AGB Nielsen                         |
| N.º      | Título                                      | Fecha de emisión     | Nacional                            | Seúl                                |
| -------- | ------------------------------------------- | -------------------- | ----------------------------------- | ----------------------------------- |
| 1        | Day 60: The Acting President                | 1 de julio de 2019   | 3.383%                              | 3.974%                              |
| 2        | Day 60: Commander-In-Chief                  | 2 de julio de 2019   | 4.157%                              | 4.446%                              |
| 3        | Day 59: Maintaining Status Quo              | 8 de julio de 2019   | 4.336%                              | 4.436%                              |
| 4        | Day 58: Confession                          | 9 de julio de 2019   | 4.155%                              | 4.330%                              |
| 5        | Day 57: A Good Person                       | 15 de julio de 2019  | 4.277%                              | 4.832%                              |
| 6        | Day 52: Command                             | 16 de julio de 2019  | 3.843%                              | 4.118%                              |
| 7        | Day 49: Governance                          | 22 de julio de 2019  | 4.057%                              | 4.326%                              |
| 8        | Day 42: Doubt                               | 23 de julio de 2019  | 4.172%                              | 4.433%                              |
| 9        | Day 41: Scandal                             | 29 de julio de 2019  | 4.031%                              | 4.387%                              |
| 10       | Day 40: Accomplice                          | 30 de julio de 2019  | 4.421%                              | 4.576%                              |
| 11       | Day 39: The Acting President, Oh Yeong-seok | 5 de agosto de 2019  | 4.488%                              | 5.034%                              |
| 12       | Day 37: Answer                              | 6 de agosto de 2019  | 4.771%                              | 5.205%                              |
| 13       | Day 35: Presidential Candidate              | 12 de agosto de 2019 | 4.778%                              | 4.875%                              |
| 14       | Day 34: The Outcome                         | 13 de agosto de 2019 | 4.948%                              | 5.484%                              |
| 15       | Day 32: The Trap                            | 19 de agosto de 2019 | 5.434%                              | 6.067%                              |
| 16       | Day 31: The Last Choice                     | 20 de agosto de 2019 | 6.178%                              | 7.181%                              |
| Promedio | Promedio                                    | Promedio             | 4.464%                              | 4.857%                              |

## Música
El OST de la serie estuvo conformado por 3 partes y fue distribuido por Genie Music y Stone Music Entertainment:

### Parte 1
| No. | Intérprete            | Canción           | Letra     | Música  | Notas |
| --- | --------------------- | ----------------- | --------- | ------- | ----- |
| 1   | Cha Yeo-wool (차여울) | "My Hope"         | Cha Yeoul | FreeLeo | 3:43  |
| 2   |                       | "My Hope" (Inst.) | -         | -       | 3:43  |

### Parte 2
| No. | Intérprete           | Canción            | Letra                | Música                      | Notas |
| --- | -------------------- | ------------------ | -------------------- | --------------------------- | ----- |
| 1   | Choi Go-eun (최고은) | "Tomorrow" (내일)  | Tae Bong-i y Han Rim | Tae Bong-i y Sung Hyun-taek | 4:12  |
| 2   |                      | "Tomorrow" (Inst.) | -                    | -                           | 4:12  |

### Parte 3
| N.º | Intérprete   | Canción         | Letra                                  | Música                      | Notas |
| --- | ------------ | --------------- | -------------------------------------- | --------------------------- | ----- |
| 1   | Nine9 (나인) | "Faith"         | 12wol32il, Tae Bong-i y Sung Hyun-taek | Tae Bong-i y Sung Hyun-taek | 3:10  |
| 2   |              | "Faith" (Inst.) | -                                      | -                           | 3:10  |

## Premios y nominaciones
| Año  | Categoría                                      | Premio                       | Nominado                       | Notas    |
| ---- | ---------------------------------------------- | ---------------------------- | ------------------------------ | -------- |
| 2020 | Best Acting Award                              | 5th Asia Artist Award        | Lee Joon-hyuk                  | Ganó     |
| 2019 | Best Adaptation of an Existing Format Category | Asian Academy Creative Award | "Designated Survivor: 60 Days" | Ganó     |
| 2019 | Male Excellence Award                          | Korea Drama Award            | Lee Joon-hyuk                  | Nominado |

## Producción
La serie estuvo basada en la serie de televisión estadounidense Designated Survivor del guionista David Guggenheim, la cual fue protagonizada por los actores Kiefer Sutherland y Natascha McElhone. La serie fue emitida del 21 de septiembre del 2016 al 7 de junio del 2019.
Fue dirigida por Yoo Jong-sun (유종선), quien contó con el apoyo de la guionista Kim Tae-hee (김태희).
La serie fue desarrollada por Studio Dragon y contó con el apoyo de la compañía de producción "DK E&M".

### Distribución internacional
La serie fue distribuida internacionalmente por Netflix.